# Kajtsa Ferenc
Kajtsa Ferenc (Csíkkozmás, 1904. november 14. – Tusnádfürdő, 1980. január 16.) magyar költő.

## Életútja
A csíkszeredai Római Katolikus Főgimnáziumban érettségizett (1924), néhány évig hivatalnok, majd Gyulafehérváron teológiát végzett (1934). Párizsban folytatta tanulmányait (1936–37). Kolozsváron káplán, Aranyosgyéresen, Alsócsernátonban, Marosvásárhelyen, Marosújváron, végül Tusnádfürdőn plébános. A Csíki Lapok munkatársa.

## Verseskötetei
- Gyopár a Hargitáról (Kolozsvár, 1927)
- A Hargita dalai  (Kolozsvár, 1928)